# 蕭敵魯
蕭敵魯（しょう てきろ、? - 神冊3年12月2日（919年1月6日））は、遼（契丹）の外戚。字は敵輦。子は蕭幹。

## 経歴
敵魯は回鶻の胡母里の五世の孫にあたる。母は耶律撒剌的の妹。淳欽述律皇后は敵魯の同母異父妹にあたる。
敵魯は膂力にすぐれ、耶律阿保機の側近として仕えて、その征戦には必ず同行した。耶律阿保機が即位すると、敵魯は同母異父弟の蕭阿古只や耶律釈魯・耶律曷魯らとともに宿衛を統べた。敵魯は北府宰相に任じられ、その官を世襲することとされた。
耶律阿保機が奚と劉守光を征討したとき、敵魯は海浜の地を経略し、多くの人々を殺し捕らえた。耶律阿保機の弟の耶律剌葛らが乱を起こし、敗れて北方に潰走すると、敵魯は軽騎を率いて昼夜兼行で追撃し、楡河でその一党を撃破し、耶律剌葛を捕らえた。のちに西南夷を討ったときも、功績は諸将に先んじた。神冊3年12月辛丑（919年1月6日）に死去した。

## 伝記資料
- 『遼史』巻73 列伝第3